# Kronen-Reihe
Die Kronen-Reihe war eine Buchreihe im Softcover-Format für humoristisch-satirische Kriminalromane und in je einem Fall für einen humorvollen Science-Fiction-Roman  bzw. eine Westernparodie. Die Reihe wurde in der DDR im Eulenspiegel-Verlag verlegt, der nach der Wende in der Eulenspiegel Verlagsgruppe aufging.
Kennzeichen war das Signet der Reihe, eine Eule mit einer zu großen Krone, die im linken Fang eine Bombe mit brennender Lunte und im rechten Fang einen Revolver hielt. Auf Spruchbändern neben der Eule stand links „Kronen“ und rechts abwechselnd „Krimi“, „Knüller“, „Western“ oder „Fiction“. Unter der Eule war der Spruch zu sehen: „Nur echt mit der Eule“ und das Wort „INSTANT“.
Die Reihe erschien, mit einer Ausnahme, von 1965 bis 1976 in 14 Bänden. Die Covergestaltung übernahmen bekannte Illustratoren. Alle Bände (bis 1977) kosteten einheitlich 4,00 Mark der DDR. Bis zum Band "Planet der Verliebten" von Gyula Fekete wurde der nächstfolgende Band auf der Rückseite angekündigt.
Eine Besonderheit war die Nachauflage des Romans „Der Mann, der Sherlock Holmes war“ von Stemmle. Sie erschien 1996 mit neuem Cover und dem Vermerk „1. Auflage“, außerdem wurde das Eulen-Logo neu gestaltet.
Die vier Kategorien konnte man am Logo unterscheiden. 

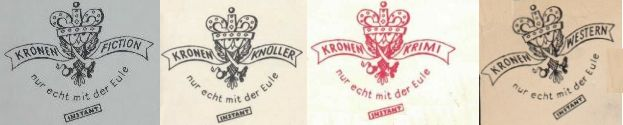

## Liste
| Jahre der Auflagen | Titel (Originaltitel)                                                   | Autor                                       | Bemerkungen                                                           | Übersetzer            | Cover                    |
| ------------------ | ----------------------------------------------------------------------- | ------------------------------------------- | --------------------------------------------------------------------- | --------------------- | ------------------------ |
| 1965               | Limonaden-Joe (Limonádový Joe)                                          | Jirí Brdecka                                | Western (1940)                                                        | Karl Wandner          | Eberhard Binder-Staßfurt |
| 1966/1996          | Der Mann, der Sherlock Holmes war (Der Meisterdetektiv (nach dem Film)) | Robert Adolf Ferdinand Stemmle              | Krimi (1937)                                                          |                       | Eberhard Binder-Staßfurt |
| 1966               | Ein ergötzlicher Vormittag (Rozkoszne przedpołudnie)                    | Alojzy Kaczanowski (d. i. Janina Ipohorska) | Krimi (1961)                                                          | Jutta Janke           | Eberhard Binder-Staßfurt |
| 1967               | Planet der Verliebten (Szerelmesek bolygója)                            | Gyula Fekete                                | Fiction (1964)                                                        | Ita Szent-Iványi      | Eberhard Binder-Staßfurt |
| 1967/1969          | Für Tote Eintritt verboten (Mrtvacima ulaz zabrabjen)                   | Timothy Tatcher (d. i. Nenad Brixy)         | Krimi (1960)                                                          | Barbara Sparing       | Eberhard Binder-Staßfurt |
| 1970               | Auf der sicheren Seite (På den säkra sidan)                             | Elvy Ahlbeck                                | Krimi (1965)                                                          | Udo Birckholz         | Eberhard Binder-Staßfurt |
| 1971               | Sagen Sie bloß, die Bourbonen kommen wieder!                            | Michael O. Güsten (d. i. Alfred Antkowiak)  | Krimi (1971)                                                          |                       | Eberhard Binder-Staßfurt |
| 1971               | Das vierzehnkarätige Auto (A tizennégy karátos autó)                    | P. Howard (d. i. Jenö Rejtö)                | Knüller (1940), Gemeinschaftsausgabe mit dem Corvina-Verlag, Budapest | Henriette Schade-Engl | Klaus Ensikat            |
| 1972               | ... und Pinkie pennt auf meinem Kanapee                                 | Johannes Conrad                             | Krimi (1972)                                                          |                       | Eberhard Binder-Staßfurt |
| 1972               | Hollywood gegen mich (Hollywood protiv mene)                            | Timothy Tatcher (d. i. Nenad Brixy)         | Krimi (1964)                                                          | Barbara Sparing       | Hans Ticha               |
| 1972/1973          | Der blonde Hurrikan (A szőke ciklon)                                    | P. Howard (d. i. Jenö Rejtö)                | Knüller (1939), Gemeinschaftsausgabe mit dem Corvina-Verlag, Budapest | Henriette Schade-Engl | Klaus Ensikat            |
| 1974               | Die Brauerei auf dem Kissen                                             | Karla Sander (d. i. Karla Schneider)        | Krimi (1974)                                                          |                       | Klaus Vonderwerth        |
| 1975/1977          | Oakins macht Karriere                                                   | Erich Loest                                 | Krimi (1975)                                                          |                       | Hans Ticha               |
| 1976               | Der Leichenraub von Saint-Ponoir                                        | Werner Spengler                             | Krimi (1976)                                                          |                       | Thomas Schallnau         |